# Pulau Masokut
Pulau Masokut är en ö i Indonesien.   Den ligger i provinsen Sumatera Barat, i den västra delen av landet, 1 000 km nordväst om huvudstaden Jakarta. Arean är 16,2 kvadratkilometer.
Terrängen på Pulau Masokut är platt. Öns högsta punkt är 130 meter över havet. Den sträcker sig 6,8 kilometer i nord-sydlig riktning, och 5,9 kilometer i öst-västlig riktning.